# 扎卡林
扎卡林（1840年7月16日—1904年3月25日），原名坎索，全名为Samdach Brhat Chao Maha Sri Vitha Lan Xang Hom Khao Luang Prabang Parama Sidha Khattiya Suriya Varman Brhat Maha Sri Sakarindra），是琅勃拉邦王国自1895年至1904年的国王。

## 生平
扎卡林在琅勃拉邦长大，接受来自老挝富人的私人教育。共有7位配偶，有10子4女。他在一场对抗中国叛军的战争中指挥作战，1887年逃亡曼谷。1888年，暹罗国王命他为琅勃拉邦摄政王。1895年扎卡林正式继承其父的王位，1896年7月14日加冕。在他统治期间琅勃拉邦是法国的保护国。1904年3月25日他因脑溢血而死，王位由西萨旺·冯继承。